# Короткий сгибатель мизинца стопы
Короткий сгибатель мизинца стопы (лат. Musculus flexor digiti minimi brevis) — мышца подошвенной части стопы.
Лежит медиальнее мышцы, отводящей мизинец стопы (лат. M. abductor digiti minimi) и частично прикрыт ею. Начинается от V плюсневой кости, длинной подошвенной связки и подошвенного влагалища длинной малоберцовой мышцы (лат. M. peroneus longus). Направляется вперёд и переходит в сухожилие, которое, срастаясь с сухожилием лат. M. abductor digiti minimi, прикрепляется к основанию проксимальной фаланги мизинца стопы.

## Функция
Мышцы латеральной группы подошвы в смысле воздействия каждой из них на мизинец незначительна. Главная роль их заключается в укреплении латерального края свода стопы.